# Автоисправление
| Ввод     | Вывод    |
| -------- | -------- |
| yuor     | your     |
| (r)      | ®        |
| aboutit  | about it |
| where;s  | where’s  |
| *bold*   | bold     |
| _italic_ | italic   |

Замена текста, замена при вводе, автокоррекция или автоисправление — функция, которая часто встречается в текстовых редакторах наподобие Microsoft Word или текстовых интерфейсах смартфонов, планшетных компьютеров и т. п. мобильных устройств. Эта функция похожа на функцию автозаполнения, но отличается от неё. Её основной функцией является автоматические исправление часто встречающихся ошибок для экономии времени пользователя. Она также используется для автоматического форматирования вводимого текста или ввода специальных знаков с учётом характера их использования.
Дополнительной возможностью функции автоисправления является исправление слов с двумя заглавными буквами (например: ПРимер) и исправление при случайном использовании кнопки Caps Lock (например: пРИМЕР).
Список слов для автоматической замены можно редактировать, что позволяет пользователю использовать ярлыки. Если, например, пользователь пишет эссе о промышленной революции, он может сделать так, чтобы при вводе слова «ир», функция автоисправления изменяла его на слово «индустриальная революция», тем самым позволяя экономить время пользователя. Терпеливые пользователи с помощью этой функции могут создать полную систему для сокращённого ввода.
Некоторые автономные программы позволяют заменять текст во всей операционной системе, а не только внутри определённой программы.